# سوفیا تورو
سوفیا تورو (اسپانیایی: Sofía Toro‎؛ زادهٔ ۱۹ اوت ۱۹۹۰) قایقران قایق بادبانی اهل اسپانیا است.